# Bistum Gap-Eprun
Das Bistum Gap-Emprun (lat.: Dioecesis Vapincensis-Ebrodunensis) ist eine in Frankreich gelegene römisch-katholische Diözese mit Sitz in Gap.
Sein Gebiet umfasst das Département Hautes-Alpes.

## Geschichte
Das Bistum Gap wurde im 5. Jahrhundert errichtet und dem Erzbistum Aix als Suffraganbistum unterstellt. Am 29. November 1801 wurde das Bistum Gap aufgelöst und das Gebiet wurde den Bistümern Digne und Grenoble angegliedert. Das Bistum Gap wurde am 6. Oktober 1822 durch Papst Pius VII. mit der Apostolischen Konstitution Paternae charitatis erneut errichtet. Am 16. Dezember 2002 wurde das Bistum Gap dem Erzbistum Marseille als Suffraganbistum unterstellt. Am 31. Dezember 2007 änderte es seinen Namen in Gap(-Emprun) und am 5. Juli 2022 in Gap-Embrun.

## Kathedrale
- Kathedrale Notre-Dame-et-Saint-Arnoux in Gap

## Weblinks

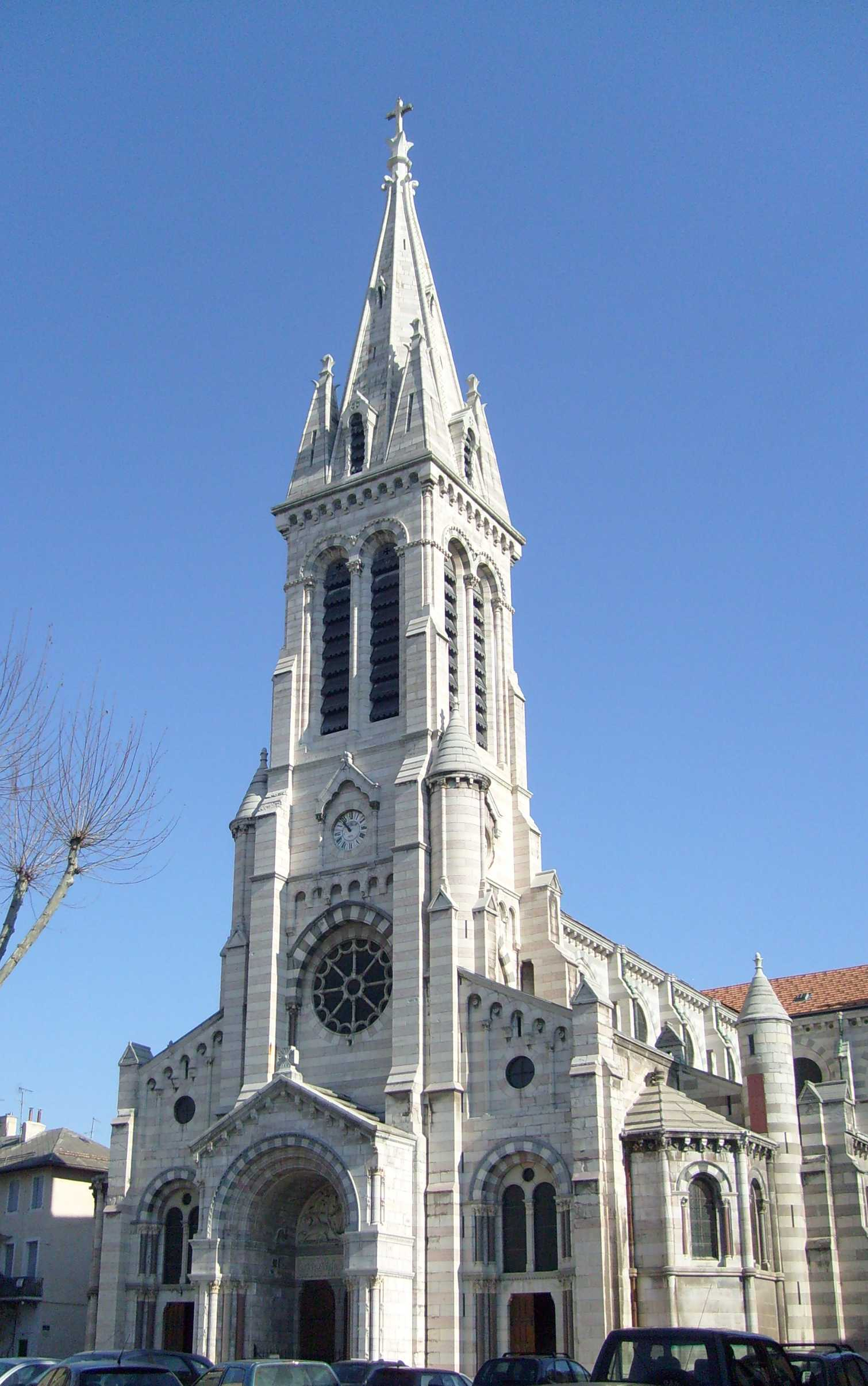
Kathedrale Notre-Dame-et-Saint-Arnoux in Gap